# Bühls
Bühls ist eine Einöde sowie ein Ortsteil der kreisfreien Stadt Kempten (Allgäu).
Ab 1441 fortlaufend erwähnt, unter anderem als kleines stiftkemptisches Lehensgut. Andere historische Bezeichnungen waren zum Bühels, Bichels, Büchels und Biechels.
Der Ort wurde 1818 der Ruralgemeinde Sankt Lorenz angeschlossen und unterlag der Pfarrei Heiligkreuz. Zum 1. Juli 1972 wurde Sankt Lorenz in die Stadt Kempten eingemeindet.